# Salinas Makenke
Las Salinas Makenke son un grupo de pequeñas salinas de origen pérmico, ubicadas al sur de la ciudad de Puerto San Julián, en la provincia argentina de Santa Cruz. Las mismas se hallan situadas en la formación denominadamacizo del deseado y cubren una extensión de 60.000 hectáreas.
Estas pequeñas lagunas endorreicas poseen características geológicas muy particulares las cuales se hallan aún en estudio. Se encuentran ubicadas en depresiones del terreno y muchas de ellas por debajo del nivel del mar. Los lodos que las conforman contienen altos contenidos de cloruros y sulfatos, principalmente de magnesio y sodio.
Se han contabilizado cerca de 25 lagunas cuya superficie es de aproximadamente 500.000 metros cuadrados con una profundidad aún no determinada pero que superaría los 10 metros en su zona central. Existen también en la zona lagunas de menor dimensión apreciable con características similares las cuales se hallan aún en estudio.

## Ubicación y características generales
El área de estudio se encuentra ubicada en el sector este del macizo del Deseado entre los 47°30′ y 48°30′ de latitud sur y entre los 69°15′ y 70°15′ de longitud oeste, cubriendo una superficie de cerca de 10.000 km². El clima de esta región es continental riguroso y semiárido, con escasa pluviosidad y precipitaciones nivales abundantes durante los meses de invierno. Es característica la presencia de vientos persistentes e intensos, provenientes principalmente de los cuadrantes oeste y noroeste. Estas condiciones climáticas no permitieron el desarrollo de una cubierta vegetal importante, por lo que el desarrollo de los suelos se ha visto limitado, dominando los suelos esqueléticos, pedregosos-arenosos, donde el horizonte húmico está poco desarrollado o ausente. La presencia de suelos maduros y evolucionados es excepcional y está restringida a los mallines, sectores muy reducidos, con mayor contenido de humedad y materia orgánica. La vegetación dominante, típica de ambientes semi - desérticos, es la estepa arbustiva xerófila, en la que predominan los arbustos achaparrados, adaptados al clima árido ventoso, que se presentan muy esparcidos, dejando un gran porcentaje de suelo desnudo. La vegetación está constituida por matas áfilas, con hojas reducidas o espinosas y por especies en cojín. Las especies dominantes son: mata negra, cola piche, molle y coirón. La red de drenaje está poco integrada y la mayoría de los cauces son de régimen efímero. En muchos casos los cursos de agua desembocan en pequeñas cuencas endorreicas, que alojan lagunas poco profundas, de carácter temporario.

## Composición
La superficie de estas lagunas ha hecho que estas cuencas endorreicas o pequeños salares por mucho tiempo hayan sido despreciadas por la industria minera, debido quizás a la poca exploración realizada en las mismas. Al corresponder estas a minas de segunda categoría (Salares) y poseer una superficie despreciable para extracción de sales a escala industrial no han sido materia de estudio hasta nuestros tiempos.
En la provincia de Santa Cruz, solo se ha explotado una de estas cuencas, la denominada "cabo blanco" ubicada al norte de la localidad de Puerto Deseado debido a que esta posee una superficie apreciable y permite una cosecha directa de cloruro sódico de alta pureza, sin embargo, las demás lagunas aledañas no poseen tales características y estudios de factibilidad han demostrado que la obtención de cloruro de sodio (Sal común) en otras lagunas es inviable.
Estudios recientes han demostrado que esta inviabilidad es producto de la composición química de los lodos madres de las cuencas en cuestión. Al parecer estas cuencas de pequeña superficie apreciable poseen una profundidad superior a la imaginable y su composición química varía apreciablemente entre las ubicadas al norte de la formación y las ubicadas al sur.
Tal es así que las salinas denominadas cabo blanco y aledañas, son de carácter sódico y aquellas ubicadas al sur de la formación son de carácter magnesico - potásico.
Las denominadas salinas Makenke reciben su nombre por hallarse dentro de la estancia homónima. Las mismas fueron halladas hace tiempo por los propietarios de la estancia y totalmente aisladas del campo debido a que el ganado ovino en busca de agua solía quedar inmovilizado en estos lodos, e incluso solía morir inmediatamente después de beber sus aguas. Este último acontecimiento hizo sospechar que se trataba de aguas con alta dureza y elevado contenido de magnesio, sin embargo, no han sido estudiados hasta el año 2012, año en el cual comenzaron las primeras exploraciones formales, en las que se determinó que se trataba de un fondo marino con elevadas concentraciones de cloruro de magnesio y potasio como así también sulfato sódico originado probablemente por movimientos continuos y prolongados de inmersión y emersion de la placa tectónica y abruptas erupciones volcánicas.
Actualmente solo dos de las 25 salinas se encuentran en explotación, las denominadas ma-kenke uno y ma-kenke dos cuyo principal componente es el cloruro de magnesio hexahidratado también conocido como bischofita, una sal magnesica que tiene como destino aplicaciones viales.